# Sichilda
Sichilda (Sichilde, h. 590–627) fue una reina consorte franca entre 605 -627; estuvo casada con Clotario II.
Era la hija del conde Brunulfo II de las Ardenas y la hermana de Gomatruda (598–630), quien estaba casada con Dagoberto I; su abuelo materno fue un mayordomo de palacio. Se casó con Clotario en 605. En 626 o 627, fue sospechosa de haber tenido una relación con Bosón, hijo de Audoleneo de Étampes, y Bosón fue asesinado por el duque Arneberto por orden de Clotario.